# Kamienica Branickich w Warszawie
Kamienica Branickich – kamienica znajdująca się przy ul. Smolnej 40 w Warszawie.

## Opis
W końcu XIX wieku właściciel terenów przylegających do pałacu Branickich, hrabia Ksawery Branicki, rozpoczął ich parcelację. Wydzielił on sześć placów z frontami od ul. Smolnej. Zaprojektowanie pięciu budynków (szósty plac nabył Paweł Chrzanowski) powierzono Bronisławowi Brochwicz-Rogoyskiemu.
Kamienica została wzniesiona w 1903 roku jako miejska rezydencja przeznaczona dla rodziny Branickich. Eklektyczna kamienica zachwycała wspaniałymi zdobieniami i pałacowym wnętrzem. Sąsiadowała z czterema kamienicami czynszowymi pod numerami 30–38. Zamieszkał w niej m.in. malarz Franciszek Żmurko, zajmując ostatnie piętro budynku.
W 1944 roku kamienica została zbombardowana i ograbiona. Po II wojnie światowej odbudowano ją na podstawie zachowanych planów i fotografii, jednakże nie należała już do rodziny Branickich. Od października 1945 roku na mocy tzw. dekretu Bieruta nieruchomość została znacjonalizowana. Przez krótki czas mieścił się tu gabinet Pierwszego Sekretarza PZPR – Bolesława Bieruta. Od lat 70. XX wieku do odzyskania budynku przez spadkobierców hrabiego Branickiego budynek stanowił siedzibę Związku Socjalistycznej Młodzieży Polskiej.
W 1988 kamienica została wpisana do rejestru zabytków.
Od 2014 roku budynek stanowi własność spółki Budizol Propert. W maju 2017 został tam otwarty czterogwiazdkowy butikowy hotel międzynarodowej marki Indigo z grupy InterContinental.